# Żabeliwka
Żabeliwka (ukr. Жабелівка) – wieś na Ukrainie, w obwodzie winnickim, w rejonie winnickim, w hromadzie Woronowycia. W 2001 liczyła 555 mieszkańców, spośród których 539 wskazało jako ojczysty język ukraiński, 15 rosyjski, a 1 mołdawski.